# Slightly Dangerous
Slightly Dangerous is een Amerikaanse romantische komedie uit 1943 onder regie van Wesley Ruggles.

## Verhaal
Peggy Evans is een verveelde verkoopster die zich op een dag misdraagt op haar werk en daarom wordt uitgefoeterd door haar baas Bob Stuart. Nog diezelfde dag laat Peggy een afscheidsbriefje achter en verdwijnt, waarop een gerucht ontstaat dat Bob haar tot zelfmoord heeft gedreven. In werkelijkheid is Peggy naar New York vertrokken om aldaar een glamoureus leven te leiden. In New York wordt ze per ongeluk buiten bewustzijn geslagen door Durstin. Een reeks misverstanden leidt ertoe dat hij denkt dat ze Carol Burden is, een meisje dat zeventien jaar geleden is gekidnapt; een nieuwsartikel over haar 'terugkeer' wordt niet veel later in een krant gepubliceerd.
Ondertussen is Bob ontslagen nadat al zijn werknemers zijn gaan staken vanwege zijn vermeende slechte behandeling van Peggy. Hij ziet het nieuwsartikel waarin Peggy staat genoemd en reist naar New York om haar te vinden en zijn onschuld te bewijzen. Zij is inmiddels ingetrokken bij Cornelius Burden, de vader van Carol, die gelooft dat zij inderdaad zijn dochter is. Peggy geniet van haar nieuwe leven in de high society en is niet gediend van Bobs pogingen om haar te ontmaskeren. Na verloop van tijd worden Peggy en Bob verliefd op elkaar. Cornelius komt uiteindelijk tot de ontdekking dat ze een bedriegster is, maar op dat moment heeft hij al zo een sterke band met haar opgebouwd, dat hij haar alsnog als zijn eigen dochter beschouwt.

## Rolverdeling
- Lana Turner als Peggy Evans / "Carol Burden"
- Robert Young als Bob Stuart
- Walter Brennan als Cornelius Burden
- Dame May Whitty als Baba
- Eugene Pallette als Durstin
- Alan Mowbray als een Engelse heer
- Florence Bates als Mrs. Amanda Roanoke-Brooke
- Howard Freeman als Mr. Quill
- Millard Mitchell als Baldwin
- Ward Bond als Jimmy
- Pamela Blake als Mitzi
- Ray Collins als Snodgrass
- Emory Parnell als Politieman

## Achtergrond
Het scenario werd speciaal ontworpen voor Lana Turner. De draaiperiode was van september tot en met november 1942.
De winkelscène aan het begin van de film werd geregisseerd door Buster Keaton.